# Antònia Aguiló i Pascual
Antònia Aguiló i Pascual (Lleida, 1927 - Lleida, 11 de desembre de 2017) fou una escultora catalana. Es va iniciar en aquesta disciplina tot treballant la ceràmica, per després va passar a la fusta i finalment el ferro. Aquest darrer ha estat el material més abundant en la seva obra, que a vegades ha combinat amb la pedra o el formigó.
És autora d'obres de grans dimensions, entre les quals destaquen el Crist Ressuscitat de la parròquia de Nostra Senyora del Pilar, de Lleida, del 1997ː una figura essencial i esquemàtica, d'intensa espiritualitat. Encara un altre Crist a la parròquia de Sant Jaume, i un altre a la de la Sagrada Família amplien el conjunt de la seva escultura religiosa.
Dins del projecte de la Paeria al 1983 per instal·lar obres escultòriques al carrer, la seva Escultura Auditiva (1982) –quatre tubs verticals, un dels quals connecta amb l’aigua del Noguerola i fa que l’obra tingui sonoritat–, quedà instal·lada a la plaça de Sanahuja. Entre les seves obres destaquen La força de la unió, Atzar, Superació, Ritme i volum, Moment flector, Compensació de línies o Ritme i agressió.
La seva obra ha estat especialment valorada en tant que ha sabut trencar de manera crítica amb el conformisme figuratiu del darrer terç del segle xx, tot apostant per l'abstracció de caràcter tecnoforme.
Les seves escultures, d'un marcat sentit cívic, es troben principalment en espais públics de Lleida, en què destaquen l’Exaltació del Treball (1992), a l'empresa Aguiló-Pujol del barri de Magraners, de 1990, tot i que també ha realitzat treballs instal·lats en altres indrets, com la seu de la comunitat anglicana de Barcelona,o les ciutats de Fraga, Sant Sebastià, Valladolid, Sevilla i Banhèras de Luishon.

## Exposicions destacades
- 1968, Institut d'Estudis Ilerdencs (individual)
- 1970, Palau de la Virreina (col·lectiva)
- 1971, Sala Miró del Col·legi d'Arquitectes de Lleida (individual)
- 1971, Ateneu Barcelonès (individual)
- 1971, Segona Biennal d'Escultura Pío Baroja (col·lectiva, Palacio San Telmo de Sant Sebastià)
- 1972, XXI Exposición de Otoño (col·lectiva, Reial Acadèmia de Belles Arts de Santa Isabel d'Hongria, Sevilla)
- 1980, Primer Concurso-Exposición de Pequeña Escultura (col·lectiva, Valladolid)
- 1995, Mostra Dona i Art (col·lectiva, Lleida)